# Zerstörer 1942
Zerstörer 1942 var en tysk jagare under det andra världskriget.
Efter konstruktionen av den nya MAN-dieselmotorn, uppgjordes planer på att bygga en enda jagarprototyp som skulle kallas Zerstörer 1942.
Baskonceptet beträffande bestyckning och storlek var mycket liknande Zerstörer 1938B-klassen, men framdrivningssystemet var unikt.  Det var menat att fartygen skulle ha drivits av sex dieselmotorer och varit utrustad med tre propelleraxlar (de övriga tyska jagarna hade enbart två propelleraxlar). På grund av råvarubristen försökte man dra ut på produktionstiden genom att man enbart tänkte installera fyra motorer initialt och de två sista i ett senare skede.
Fartyget (Z 51) beställdes år 1942, påbörjades 1943 vid Deschimagvarvet i Bremen och sjösattes den 2 oktober 1944. Det ännu ej färdigställda fartyget skadades svårt av bombträffar den 21 mars 1945 och skrotades mellan december 1947 och februari 1949.
En av de fyra motorerna som byggdes är nu utställd hos "Auto und Technik"-museet i Sinzheim, Tyskland.

## Fartyg av klassen
- Z51